# 2022-es Formula–1 miami nagydíj
A miami nagydíj a 2022-es Formula–1 világbajnokság ötödik futama volt, amelyet 2022. május 6. és május 8. között rendeztek meg a Miami International Autodrome versenypályán, Miami városában. Ez volt az első miami nagydíj.

## Választható keverékek
| Abroncs              | Friss | Használt |
| -------------------- | ----- | -------- |
| Kemény keverék (C2)  |       |          |
| Közepes keverék (C3) |       |          |
| Lágy keverék (C4)    |       |          |
| Átmeneti esőgumi (I) |       |          |
| Teljes esőgumi (W)   |       |          |

## Szabadedzések

### Első szabadedzés
A miami nagydíj első szabadedzését május 6-án, pénteken délután tartották, magyar idő szerint 20:30-tól.
| helyezés | versenyző        | csapat/motor          | elért idő | különbség | futott kör |
| -------- | ---------------- | --------------------- | --------- | --------- | ---------- |
| 1        | Charles Leclerc  | Ferrari               | 1:31,098  | −         | 26         |
| 2        | George Russell   | Mercedes              | 1:31,169  | +0,071    | 23         |
| 3        | Max Verstappen   | Red Bull-RBPT         | 1:31,277  | +0,179    | 14         |
| 4        | Sergio Pérez     | Red Bull-RBPT         | 1:31,301  | +0,203    | 22         |
| 5        | Pierre Gasly     | AlphaTauri-RBPT       | 1:31,498  | +0,400    | 27         |
| 6        | Carlos Sainz Jr. | Ferrari               | 1:31,528  | +0,430    | 25         |
| 7        | Alexander Albon  | Williams-Mercedes     | 1:31,854  | +0,756    | 20         |
| 8        | Lewis Hamilton   | Mercedes              | 1:31,956  | +0,858    | 23         |
| 9        | Kevin Magnussen  | Haas-Ferrari          | 1:32,559  | +1,461    | 20         |
| 10       | Daniel Ricciardo | McLaren-Mercedes      | 1:32,592  | +1,494    | 21         |
| 11       | Lando Norris     | McLaren-Mercedes      | 1:32,615  | +1,517    | 26         |
| 12       | Fernando Alonso  | Alpine-Renault        | 1:32,884  | +1,786    | 31         |
| 13       | Csou Kuan-jü     | Alfa Romeo-Ferrari    | 1:33,020  | +1,922    | 23         |
| 14       | Sebastian Vettel | Aston Martin-Mercedes | 1:33,024  | +1,926    | 24         |
| 15       | Esteban Ocon     | Alpine-Renault        | 1:33,417  | +2,319    | 27         |
| 16       | Lance Stroll     | Aston Martin-Mercedes | 1:33,576  | +2,478    | 23         |
| 17       | Valtteri Bottas  | Alfa Romeo-Ferrari    | 1:33,773  | +2,675    | 13         |
| 18       | Cunoda Júki      | AlphaTauri-RBPT       | 1:34,043  | +2,945    | 27         |
| 19       | Mick Schumacher  | Haas-Ferrari          | 1:34,945  | +3,847    | 20         |
| 20       | Nicholas Latifi  | Williams-Mercedes     | 1:35,637  | +4,539    | 17         |

### Második szabadedzés
A miami nagydíj második szabadedzését május 6-án, pénteken délután tartották, magyar idő szerint 23:30-tól.
| helyezés | versenyző        | csapat/motor          | elért idő  | különbség | futott kör |
| -------- | ---------------- | --------------------- | ---------- | --------- | ---------- |
| 1        | George Russell   | Mercedes              | 1:29,938   | −         | 18         |
| 2        | Charles Leclerc  | Ferrari               | 1:30,044   | +0,106    | 21         |
| 3        | Sergio Pérez     | Red Bull-RBPT         | 1:30,150   | +0,212    | 19         |
| 4        | Lewis Hamilton   | Mercedes              | 1:30,179   | +0,241    | 18         |
| 5        | Fernando Alonso  | Alpine-Renault        | 1:30,372   | +0,434    | 20         |
| 6        | Lando Norris     | McLaren-Mercedes      | 1:30,535   | +0,597    | 20         |
| 7        | Pierre Gasly     | AlphaTauri-RBPT       | 1:30,547   | +0,609    | 20         |
| 8        | Csou Kuan-jü     | Alfa Romeo-Ferrari    | 1:30,860   | +0,922    | 24         |
| 9        | Esteban Ocon     | Alpine-Renault        | 1:30,861   | +0,923    | 20         |
| 10       | Kevin Magnussen  | Haas-Ferrari          | 1:30,921   | +0,983    | 19         |
| 11       | Carlos Sainz Jr. | Ferrari               | 1:30,964   | +1,026    | 9          |
| 12       | Daniel Ricciardo | McLaren-Mercedes      | 1:31,208   | +1,270    | 23         |
| 13       | Cunoda Júki      | AlphaTauri-RBPT       | 1:31,260   | +1,322    | 23         |
| 14       | Sebastian Vettel | Aston Martin-Mercedes | 1:31,393   | +1,455    | 23         |
| 15       | Mick Schumacher  | Haas-Ferrari          | 1:31,587   | +1,649    | 21         |
| 16       | Lance Stroll     | Aston Martin-Mercedes | 1:31,631   | +1,693    | 23         |
| 17       | Alexander Albon  | Williams-Mercedes     | 1:31,710   | +1,772    | 21         |
| 18       | Nicholas Latifi  | Williams-Mercedes     | 1:32,913   | +2,975    | 14         |
| 19       | Max Verstappen   | Red Bull-RBPT         | idő nélkül |           | 1          |
| 20       | Valtteri Bottas  | Alfa Romeo-Ferrari    | idő nélkül |           | 0          |

### Harmadik szabadedzés
A miami nagydíj harmadik szabadedzését május 7-én, szombaton délután tartották, magyar idő szerint 19:00-től.
| helyezés | versenyző        | csapat/motor          | elért idő  | különbség | futott kör |
| -------- | ---------------- | --------------------- | ---------- | --------- | ---------- |
| 1        | Sergio Pérez     | Red Bull-RBPT         | 1:30,304   | −         | 21         |
| 2        | Charles Leclerc  | Ferrari               | 1:30,498   | +0,194    | 23         |
| 3        | Max Verstappen   | Red Bull-RBPT         | 1:30,649   | +0,345    | 20         |
| 4        | Fernando Alonso  | Alpine-Renault        | 1:31,036   | +0,732    | 18         |
| 5        | Sebastian Vettel | Aston Martin-Mercedes | 1:31,049   | +0,745    | 24         |
| 6        | Mick Schumacher  | Haas-Ferrari          | 1:31,050   | +0,746    | 19         |
| 7        | Carlos Sainz Jr. | Ferrari               | 1:31,172   | +0,868    | 24         |
| 8        | Kevin Magnussen  | Haas-Ferrari          | 1:31,227   | +0,923    | 20         |
| 9        | Alexander Albon  | Williams-Mercedes     | 1:31,501   | +1,197    | 14         |
| 10       | Lando Norris     | McLaren-Mercedes      | 1:31.594   | +1,290    | 18         |
| 11       | Cunoda Júki      | AlphaTauri-RBPT       | 1:31,659   | +1,355    | 24         |
| 12       | Lance Stroll     | Aston Martin-Mercedes | 1:31,665   | +1,361    | 22         |
| 13       | Daniel Ricciardo | McLaren-Mercedes      | 1:31,728   | +1,424    | 19         |
| 14       | Valtteri Bottas  | Alfa Romeo-Ferrari    | 1:31,885   | +1,851    | 26         |
| 15       | Lewis Hamilton   | Mercedes              | 1:31,890   | +1,586    | 20         |
| 16       | Pierre Gasly     | AlphaTauri-RBPT       | 1:31,901   | +1,597    | 18         |
| 17       | George Russell   | Mercedes              | 1:31,924   | +1,620    | 19         |
| 18       | Csou Kuan-jü     | Alfa Romeo-Ferrari    | 1:32,051   | +1,747    | 16         |
| 19       | Nicholas Latifi  | Williams-Mercedes     | 1:32,376   | +2,072    | 16         |
| 20       | Esteban Ocon     | Alpine-Renault        | idő nélkül |           | 3          |

## Időmérő edzés
A miami időmérő edzését május 7-én, szombat délután tartották, magyar idő szerint 22:00-től.
| helyezés              | rajtszám | versenyző        | csapat/motor          | 1. rész    | 2. rész  | 3. rész  | rajthely | futott kör |
| --------------------- | -------- | ---------------- | --------------------- | ---------- | -------- | -------- | -------- | ---------- |
| 1                     | 16       | Charles Leclerc  | Ferrari               | 1:29,474   | 1:29,130 | 1:28,796 | 1        | 25         |
| 2                     | 55       | Carlos Sainz Jr. | Ferrari               | 1:30,079   | 1:29,729 | 1:28,986 | 2        | 26         |
| 3                     | 1        | Max Verstappen   | Red Bull-RBPT         | 1:29,836   | 1:29,202 | 1:28,991 | 3        | 18         |
| 4                     | 11       | Sergio Pérez     | Red Bull-RBPT         | 1:30,055   | 1:29,673 | 1:29,036 | 4        | 21         |
| 5                     | 77       | Valtteri Bottas  | Alfa Romeo-Ferrari    | 1:30,845   | 1:29,751 | 1:29,475 | 5        | 20         |
| 6                     | 44       | Lewis Hamilton   | Mercedes              | 1:30,388   | 1:29,797 | 1:29,625 | 6        | 21         |
| 7                     | 10       | Pierre Gasly     | AlphaTauri-RBPT       | 1:30,779   | 1:30,128 | 1:29,690 | 7        | 22         |
| 8                     | 4        | Lando Norris     | McLaren-Mercedes      | 1:30,761   | 1:29,634 | 1:29,750 | 8        | 22         |
| 9                     | 22       | Cunoda Júki      | AlphaTauri-RBPT       | 1:30,485   | 1:30,031 | 1:29,932 | 9        | 21         |
| 10                    | 18       | Lance Stroll     | Aston Martin-Mercedes | 1:30,441   | 1:29,996 | 1:30,676 | 10       | 21         |
| 11                    | 14       | Fernando Alonso  | Alpine-Renault        | 1:30,407   | 1:30,160 |          | 11       | 14         |
| 12                    | 63       | George Russell   | Mercedes              | 1:30,677   | 1:30,214 |          | 12       | 15         |
| 13                    | 5        | Sebastian Vettel | Aston Martin-Mercedes | 1:19,742   | 1:19,424 |          | 13       | 15         |
| 14                    | 3        | Daniel Ricciardo | McLaren-Mercedes      | 1:30,583   | 1:30,310 |          | 14       | 15         |
| 15                    | 47       | Mick Schumacher  | Haas-Ferrari          | 1:30,645   | 1:30,423 |          | 15       | 19         |
| 16                    | 20       | Kevin Magnussen  | Haas-Ferrari          | 1:30,975   |          |          | 16       | 11         |
| 17                    | 24       | Csou Kuan-jü     | Alfa Romeo-Ferrari    | 1:31,020   |          |          | 17       | 9          |
| 18                    | 23       | Alexander Albon  | Williams-Mercedes     | 1:31,266   |          |          | 18       | 10         |
| 19                    | 6        | Nicholas Latifi  | Williams-Mercedes     | 1:31,325   |          |          | 19       | 10         |
| –                     | 31       | Esteban Ocon     | Alpine-Renault        | idő nélkül |          |          | 20[a]    |            |
| 107%-os idő: 1:35,737 |          |                  |                       |            |          |          |          |            |

Megjegyzések:
- ↑ a:  — Esteban Ocon a harmadik edzésen történt baleset miatt nem vett részt az időmérőn, de megkapta a rajtengedélyt a futamra.[4]

## Futam
A miami nagydíj futama május 8-án, vasárnap délután tartották, magyar idő szerint 21:30-kor.
| helyezés | rajtszám | versenyző        | csapat/motor          | futott kör | idő/kiesés oka      | rajthely   | pont  |
| -------- | -------- | ---------------- | --------------------- | ---------- | ------------------- | ---------- | ----- |
| 1        | 1        | Max Verstappen   | Red Bull-RBPT         | 57         | 1:34:24,258         | 3          | 26[a] |
| 2        | 16       | Charles Leclerc  | Ferrari               | 57         | +3,786              | 1          | 18    |
| 3        | 55       | Carlos Sainz Jr. | Ferrari               | 57         | +8,229              | 2          | 15    |
| 4        | 11       | Sergio Pérez     | Red Bull-RBPT         | 57         | +10,638             | 4          | 12    |
| 5        | 63       | George Russell   | Mercedes              | 57         | +18,582             | 12         | 10    |
| 6        | 44       | Lewis Hamilton   | Mercedes              | 57         | +21,368             | 6          | 8     |
| 7        | 77       | Valtteri Bottas  | Alfa Romeo-Ferrari    | 57         | +25,073             | 5          | 6     |
| 8        | 31       | Esteban Ocon     | Alpine-Renault        | 57         | +28,386             | 20         | 4     |
| 9        | 23       | Alexander Albon  | Williams-Mercedes     | 57         | +32,365             | 18         | 2     |
| 10       | 18       | Lance Stroll     | Aston Martin-Mercedes | 57         | +37,026             | boxutca[b] | 1     |
| 11       | 14       | Fernando Alonso  | Alpine-Renault        | 57         | +37,128[c]          | 11         |       |
| 12       | 22       | Cunoda Júki      | AlphaTauri-RBPT       | 57         | +40,146             | 9          |       |
| 13       | 3        | Daniel Ricciardo | McLaren-Mercedes      | 57         | +40,902[d]          | 14         |       |
| 14       | 6        | Nicholas Latifi  | Williams-Mercedes     | 57         | +49,936             | 19         |       |
| 15       | 47       | Mick Schumacher  | Haas-Ferrari          | 57         | +1:13,305           | 15         |       |
| 16[e]    | 20       | Kevin Magnussen  | Haas-Ferrari          | 56         | baleseti sérülés[f] | 16         |       |
| 17[e]    | 5        | Sebastian Vettel | Aston Martin-Mercedes | 54         | baleseti sérülés    | boxutca[b] |       |
| Ki       | 10       | Pierre Gasly     | AlphaTauri-RBPT       | 45         | felfüggesztés       | 7          |       |
| Ki       | 4        | Lando Norris     | McLaren-Mercedes      | 39         | baleset             | 8          |       |
| Ki       | 24       | Csou Kuan-jü     | Alfa Romeo-Ferrari    | 6          | vízszivárgás        | 17         |       |

Megjegyzések:
- ↑ a:  Max Verstappen a helyezéséért járó pontok mellett a versenyben futott leggyorsabb körért további 1 pontot szerzett.
- ↑ b:  Lance Stroll és Sebastian Vettel a 10., illetve a 13. rajthelyet szerezték meg, de mivel az üzemanyag hőmérsékletük túl alacsony volt, ezért a boxutcából rajtoltak, helyük a rácson üresen maradt.[5]
- ↑ c:  Fernando Alonso a 8. helyen ért célba, de kétszer öt másodperces időbüntetést kapott Pierre Gaslyval történt ütközésért, valamint mert levágta a 14-es kanyart és ezzel tartós előnyre tett szert, így visszaesett a 11. helyre.[6]
- ↑ d:  Daniel Ricciardo a 11. helyen ért célba, de öt másodperces időbüntetést kapott mert levágta a 12-es kanyart és ezzel tartós előnyre tett szert.[6]
- ↑ e:  Kevin Magnussen és Sebastian Vettel nem fejezték be a versenyt, de helyezésüket értékelték, mert a versenytáv több, mint 90%-át teljesítették.
- ↑ f:  Kevin Magnussen öt másodpercet időbüntetést kapott Lance Stroll-lal való ütközésért, ám mivel a dán nem ért célba, ez nem változtatott az eredményén.[6]

## A világbajnokság állása a verseny után
| H   | Versenyzők       | Pont | H   | Konstruktőrök         | Pont |
| --- | ---------------- | ---- | --- | --------------------- | ---- |
| 1.  | Charles Leclerc  | 104  | 1.  | Ferrari               | 157  |
| 2.  | Max Verstappen   | 85   | 2.  | Red Bull-RBPT         | 151  |
| 3.  | Sergio Pérez     | 66   | 3.  | Mercedes              | 95   |
| 4.  | George Russell   | 59   | 4.  | McLaren-Mercedes      | 46   |
| 5.  | Carlos Sainz Jr. | 53   | 5.  | Alfa Romeo-Ferrari    | 31   |
| 6.  | Lewis Hamilton   | 36   | 6.  | Alpine-Renault        | 26   |
| 7.  | Lando Norris     | 35   | 7.  | AlphaTauri-RBPT       | 16   |
| 8.  | Valtteri Bottas  | 30   | 8.  | Haas-Ferrari          | 15   |
| 9.  | Esteban Ocon     | 24   | 9.  | Aston Martin-Mercedes | 6    |
| 10. | Kevin Magnussen  | 15   | 10. | Williams-Mercedes     | 3    |

(A teljes táblázat)

## Statisztikák
- Vezető helyen:
  - Charles Leclerc: 8 kör (1-8)
  - Max Verstappen: 48 kör (9-26 és 28-57)
  - Carlos Sainz Jr.: 1 kör (27)
- Charles Leclerc 12. pole-pozíciója.
- Max Verstappen 18. versenyben futott leggyorsabb köre. és 23. futamgyőzelme.
- A Red Bull Racing 78. futamgyőzelme.
- Max Verstappen 63., Charles Leclerc 17., Carlos Sainz Jr. 9. dobogós helyezése.